# Мамедов, Эльбрус
Эльбрус Мамедов (азерб. Elbrus Məmmədov; 15 февраля 1972 — 25 октября 2024) — азербайджанский футболист, тренер. Главный тренер «Хазар-Ленкорань» (2015—2016).

## Биография
Родился 15 февраля 1972 года.
Играл за «Виляш Масаллы», «Хазар», «Университет Хазар» (ныне «Интер» Баку) на позиции защитника и полузащитника.
С 2015 по 2017 год окончил двухгодичные тренерские курсы на Украине и получил лицензию UEFA Pro.
Являлся главным тренером «Хазар-Ленкорань» (с 22 декабря 2014 по май 2015, и с января по май 2016 года).
Также являлся главным тренером дублёрской команды «Хазар-Ленкорани» (с 2012 по 2014, с июня по декабрь 2015).
Работал помощником тренера «Нефтчи».
В сезонах 2017/2018 и 2018/2019 являлся главным тренером команды «Сумгаит-2», выступавшей в Первом дивизионе Азербайджана.
С мая 2019 года являлся помощником тренера сборной Азербайджана по футболу до 21 года в период, когда её тренировал Милан Обрадович.
В сентябре 2021 года перенёс операцию на сердце.
С 24 июня по 24 августа 2023 года являлся главным тренером команды «Иреван».
13 лет проработал на юге страны. Из них 8 лет футболистом, 5 лет тренером.
Скончался 25 октября 2024 года из-за проблем с сердцем.